# Börnichen/Erzgeb.
Börnichen/Erzgeb., Börnichen/Erzgebirge – gmina w Niemczech, w kraju związkowym Saksonia, w okręgu administracyjnym Chemnitz, w powiecie Erzgebirgskreis, wchodzi w skład związku gmin Wildenstein.